# Alcoverencs pel Canvi
Alcoverencs pel Canvi (ApC o ApCANVI) és un partit polític català de l'àmbit local a Alcover (Alt Camp). Es presentà per primer cop com a candidatura independent en les eleccions municipals de 1999 i les guanyà amb majoria simple. De llavors ençà, ha anat guanyant totes les eleccions locals amb majoria absoluta.
El partit va ser inscrit oficialment al Ministeri d'Interior d'Espanya el març del 2003.

## Resultats electorals
Alcoverencs pel canvi s'ha presentat a totes les eleccions municipals d’Alcover des de l’any 1999 fins a l’actualitat. A més a més, des de l’any 1999 fins al 2015 va ser alcalde l'Anton Ferré Fons i del 2015 al 2027 el Robert Figueras Roca. L’any 1999 ApC va guanyar les eleccions, però no va obtenir la majoria absoluta per governar i en aquella ocasió va haver de pactar el govern municipal amb el partit dels socialistes de Catalunya; en tots els altres comicis ApC ha guanyat per majoria absoluta podent governar en solitari. Els comicis de l’any 2003, 2007 i 2011 Alcoverencs pel canvi es va presentar en coalició amb Progrés municipal.
| Any  | Alcaldable           | Vots  | %    | Regidors | Govern                          | Fonts        |
| ---- | -------------------- | ----- | ---- | -------- | ------------------------------- | ------------ |
| 1999 | Anton Ferré i Fons   | 974   | 42,9 | 5 / 11   | Govern (amb el PSC)             | [ 7 ] [ 6 ]  |
| 2003 | Anton Ferré i Fons   | 1.646 | 68,3 | 8 / 11   | Govern de coalició (amb el PSC) | [ 6 ]        |
| 2007 | Anton Ferré i Fons   | 1.194 | 55,6 | 8 / 11   | Govern de coalició (amb el PSC) | [ 6 ]        |
| 2011 | Anton Ferré i Fons   | 1.460 | 70,8 | 8 / 13   | Govern de coalició (amb el PSC) | [ 6 ]        |
| 2015 | Robert Figueras Roca | 1.008 | 45,0 | 7 / 13   | Govern                          | [ 6 ]        |
| 2019 | Robert Figueras Roca | 1.345 | 52,6 | 7 / 13   | Govern                          | [ 6 ] [ 8 ]  |
| 2023 | Robert Figueras Roca | 1.638 | 80,1 | 11 / 13  | Govern                          | [ 9 ] [ 10 ] |